# Documents officiels du Tibet datant de la Dynastie Yuan

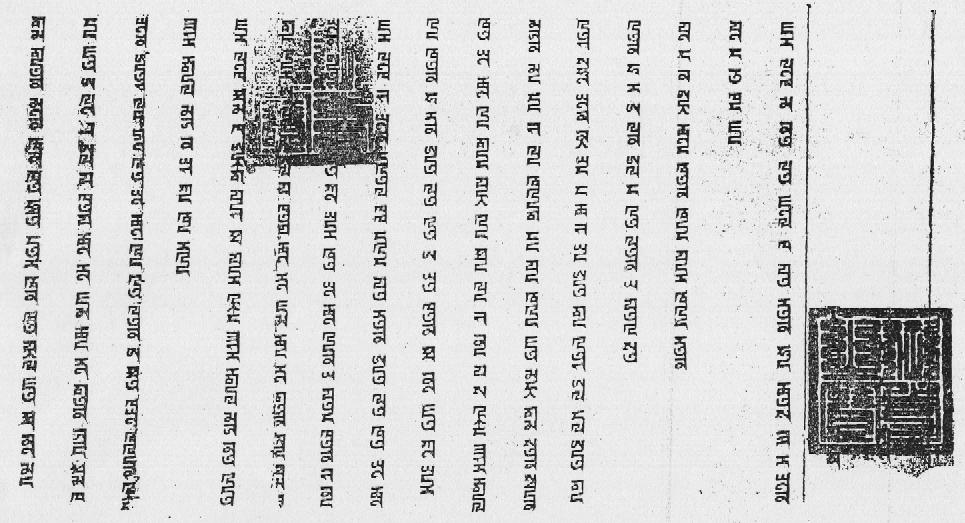
édit impérial en écriture phags-pa comportant l'empreinte d'un sceau en chinois, grand sceau

Les Documents officiels du Tibet datant de la Dynastie Yuan (1304 — 1367) sont des documents écrits en alphasyllabaire tibétain et en écriture Phags-pa, datant de la dynastie Yuan, mongole, qui régnait alors sur l'ensemble de la Chine, y incluant le Tibet.
Elle comporte vingt-deux documents originaux incluant :
- Des édits impériaux émis par les Empereurs Yuan ;
- Des édits religieux émis par les percepteurs impériaux ;
- Des ordres de dirigeants tibétains écrits en tibétain et en Phags-pa.

Ils sont classés à la mémoire du monde de l'UNESCO depuis 2013, pour la Chine, notamment, pour la rareté des documents des officiels mongols de la dynastie Yuan.